# さやえんどう (テレビドラマ)
『さやえんどう』は、NET（現・テレビ朝日）系列のナショナルゴールデン劇場（毎週木曜日21時台）の枠で、1975年4月3日から1975年5月29日まで放送されていたテレビドラマである。全9話。

## 概要
『だいこんの花』『にんじんの詩』『黄色いトマト』『じゃがいも』『ねぎぼうずの唄』に続く、「野菜シリーズ」第6弾。また「腸捻転解消」により在阪準キー局のネットが、毎日放送から朝日放送へ変更されてから初の作品でもある。
舞台は東京・六本木にある郷土料理店「さやえんどう」。両親の亡き後、さつき、あやめ、すみれの三姉妹は「さやえんどう」を守って切り盛りしていた。あやめは売れない漫画家の誠太郎と結婚して家を出たが、その後も三姉妹が精一杯生きるその姿を明るく描いた。
毎回手軽に出来る、郷土料理やおふくろの味の作り方を、画面にテロップを入れたり、劇中の台詞の中に盛り込むなどして紹介していた。また、店の常連客役として芸能評論家の加東康一も出演、芸能の話題など毎回新しい話題をストーリーの中に取り入れていた。

## キャスト
- 小坂さつき：佐久間良子
- 小坂（磯中）あやめ：宇津宮雅代
- 小坂すみれ：いけだももこ
- 磯中誠太郎：松山英太郎
- 磯中たつ：菅井きん - 誠太郎の祖母
- 九谷昇平：三橋達也 - 作家
- 九谷桐子：丹阿弥谷津子 - 昇平の妻
- 根上まゆみ：佐藤友美 - 根上真二の娘
- 美代子：横山道代
- 田村京介：杉浦直樹 - マンガホリデイ社の漫画週刊誌編集長
- 小坂昭子：水の江瀧子 - 三姉妹の叔母
- 清次：浅若芳太郎
- 落合一作：島村美輝 - すみれのボーイフレンド
- 流しの銀ちゃん：坊屋三郎
- 店の常連客：加東康一
- 出門英（第2話）
- 沢野秀也：原田大二郎（第3話）
- 根上真二：高橋昌也（第7話）

## スタッフ
- 脚本：松木ひろし
- 演出：大村哲夫、田中利一
- 制作：NET

## サブタイトル
| 話数 | 放送日       | サブタイトル     | 演出     |
| ---- | ------------ | ---------------- | -------- |
| 1    | 1975年4月3日 | 客前結婚         | 大村哲夫 |
| 2    | 4月10日      | 絶望の騎士       | 大村哲夫 |
| 3    | 4月17日      | 愛の示談         | 大村哲夫 |
| 4    | 4月24日      | 嫁さんみせろ     | 大村哲夫 |
| 5    | 5月1日       | 哀愁ホテル       | 大村哲夫 |
| 6    | 5月8日       | 女独裁者たち     | 大村哲夫 |
| 7    | 5月15日      | 雨の夜の求婚者   | 大村哲夫 |
| 8    | 5月22日      | 別れの歌         | 田中利一 |
| 9    | 5月29日      | わが心のオアシス | 大村哲夫 |